# Sport Vereniging Robinhood

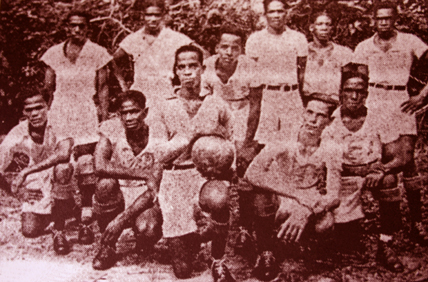
El equipo original del S.V. Robinhood de 1946, quien jugó en la Tweede Klasse (tercer nivel).

El Sport Vereniging Robinhood, también conocido como SV Robinhood, es un club de fútbol de Surinam. Fue fundado el 6 de febrero de 1945 y actualmente juega en la Liga Mayor de Surinam. El club juega sus partidos de local en el estadio Estadio André Kamperveen ubicado en Paramaribo.
El Robinhood es uno de los clubes de fútbol más populares y exitosos de Surinam en sus 80 años ha ganado 27 ligas locales, 8 copas nacionales y 7 supercopas, siendo el máximo ganador de las tres competencias.
Además ha jugado 5 finales de la Copa de Campeones de la Concacaf pero todas ellas las ha perdido siendo así el equipo que más veces terminó como subcampeón en la historia de la competencia.

## Historia

### Fundación
El equipo original de SV Robinhood nació en 1946, cuando jugaban en el tercer nivel (SVB Tweede Klasse). El SV Robinhood fue fundado por Anton Blijd el 6 de febrero de 1945. El propósito original del club era ofrecer a los niños más pobres y hombres que viven en el centro de Paramaribo la oportunidad de participar en una actividad comunitaria. Los distintos orígenes del nombre "Robin Hood" no son del todo conocidos, pero se ha informado de que un hombre llamado J. Nelom propuso que el club se le dio el nombre. Sr. Nelom fue el primer presidente de Robin Hood, aunque no se sabe qué año presidió el club.
Fundado en 1945 simplemente como equipo de recreación, el Robin Hood entró en el Tweede Klasse, o el tercer nivel del fútbol surinamés en 1946, que fue la primera liga organizada por la Asociación de Fútbol de Surinam, aunque los jugadores jugaban descalzos. En un principio, a pesar del éxito inicial en la tercera vuelo de Suriname de fútbol, el club se le negó la entrada en el segundo nivel (o Eerste Klasse) porque la segunda división requiere a los jugadores a usar tacos. En la temporada siguiente, Robin Hood ganó el título de 1947 sobre el SV Urania, y ganó una docena de pares de tacos, lo que les permitió participar en la Eerste Klasse. Las humildes raíces del club, les hicieron ganar mucha popularidad en el área de Paramaribo, y rápidamente desarrollaron una gran base de fanes, así como la de ellos llamada "No lucha, No Corona".
El club siguió a ascender los vuelos de fútbol de Surinam, llegando finalmente a la SVB Hoofdklasse, la liga de fútbol más importante de Surinam en 1949. Después de tres años consecutivos como subcampeón entre 1950 hasta 1952, el club ganó su primer título en 1953 tras vencer al SV Transvaal 5-0. La victoria se dice que ha sido el florecimiento de una amarga rivalidad entre Robin Hood y Transvaal, ya que los dos disputan entre sí por el título de ser el club supremo de Surinam.
Desde que el Robinhood logró el ascenso en 1949 a la Hoofdklasse, se mantuvo en la máxima categoría durante 65 años hasta la temporada 2013-14.

### No lucha, No Corona
En 1953 el Robin Hood se convirtió en campeón del fútbol de Surinam. El director era Jule Gersie. Durante el mandato de este entrenador muy hábil, Robinhood ganó cuatro títulos de liga en la división más alta con muchos jugadores estrellas como Humphrey Mijnals y Charley Marbach. Robinhood es el club más laureado y uno de los más populares en Surinam. En su 57.ª temporada en Primera división se coronó campeón por vigésimo segunda vez. Trece de esos títulos fueron ganados bajo la batuta del legendario entrenador Ronald Kolf. El Robinhood siempre fue uno de los clubes más progresistas de Surinam.
Ellos fueron los primeros con una casa club (abierta el 10 de mayo de 1953, mientras que el club era dirigido por el difunto médico Doelwijt). El 6 de febrero de 1980 (44 º año de existencia) de Robinhood abrió la sede del club más moderno (de la época) en la Verlengde Gemenelandsweg. El presidente era el veterinario Robbie Lieuw A Joe. También en este período de 10 años de Robinhood ganó el título de Liga 9 veces de los posibles 10 títulos en disputa en Surinam en ese periodo.

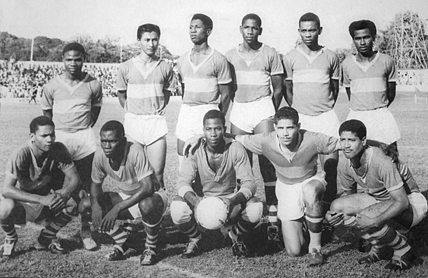
1976 El plantel que ganó los títulos Hoofdklasse y el Caribe y terminó subcampeón en la Copa de Campeones.

### Época Dorada
El equipo de 1976 que ganó la Hoofdklasse y el título del Caribe y fueron finalistas de la Copa de Campeones de la Concacaf 1976. Para los aficionados y los medios de comunicación, los años 1970 y la década de 1980 fueron ampliamente considerados los años más exitosos para SV Robinhood. Entre 1975 y 1989 ganó el título de la Hoofdklasse doce veces en esas quince temporadas.
El éxito del club también traducido en los escenarios subcontinental y continentales, donde Robin Hood ganó los títulos de zona del Caribe en 1976 y 1977. En esas mismas temporadas iban a terminar como subcampeón en la ahora extinta Copa de Campeones de la CONCACAF.
Durante esta edad de oro, la posición más baja del en la Hoofdklasse fue un tercer puesto en 1982, que durante esa temporada, el club hizo su tercer viaje a la Copa de Campeones, y perder la final de 1982 ante los Pumas UNAM de México con un marcador de 3-2 en agregado. En el torneo siguiente, Robin Hood llega a la final después de ganar el título del Caribe por segundo año consecutivo, derrotando al Sport Unie Brion Trappers de las Antillas Neerlandesas por un 4-1 en el marcador global. En el campeonato de la Concacaf, el Robinhood enfrentó al Atlante FC de México, donde perdieron 6-1 en el global. Para esta fecha, sería la más larga en la que llegaría en un torneo de la CONCACAF.
Durante la década de 1980, Robinhood jugaría una cadena de amistosos contra equipos holandeses de la Eredivisie, como el AFC Ajax, donde ganaron un partido y perder otro solo por un marcador de 4-3. Durante mediados y finales de la década de 1980, el club creció su infraestructura con la creación de una academia de desarrollo de la juventud.

### Desde 1990
El Robin Hood ganó dos títulos más de liga en esta década, en 1993/94 y 1994/95 y también fue subcampeón en cuatro ocasiones. Con muchos cambios en el equipo debido a los jugadores que salieron hacia Holanda y otros países. Robin Hood se basó en los jóvenes que vienen a través del sistema de fuerzas básicas como Marcel Riedewald, Johan Vorstwijk y Ricardo Anches. Este fue un período de transición y de una rocoso camino para los grandes partidarios de Binhood. La temporada que terminó segundo por detrás del equipo del ejército (SNL), Robert "Muis" Lawrence estableció un récord de goles en la Hoofdklasse de treinta goles en una temporada, esto sigue en pie hasta nuestros días.

### Era Ludwig Van Dijk
Para ser justos este ha sido un período de mezcla con el vigésimo tercer título, que viene en la temporada 2004-05 bajo la batuta del entrenador Ricardo Winter y la posición de subcampeón en otras tres temporadas, lo que no ha sido un mal retorno. El fútbol venía cambiando mucho en esta década con otros equipos que entran en escena. Los equipos tradicionales como el SV Leo Victor, SV Transvaal y SV Voorwaarts han sido sustituidos por otros más recientes como el Inter Moengotapoe y el WBC. El equipo del Robin Hood ha cambiado mucho en este período también, pero ha tenido algunas estrellas como Gordon Kinsaini, Ferdinand Jap A Joe y el gigante en el centro de la defensa Marcel Riedewald. Estos jugadores se han ido ahora y es una nueva generación en el campo de juego con Arnold Burleson a cargo del equipo.

### Descenso a Segunda división
La temporada 2013-14 fue catastrófica, se marcó la realidad de una nueva era en el fútbol del país, dónde se ve a un grande como el Robinhood fuera de los primeros planos, como solía verse en sus épocas de esplendor, el Robinhood descendió a la SVB-Eerste Klasse (Segunda división), algo que no sucedía desde 1949.

## Escudo y Colores
El escudo del SV Robinhood es una insignia circular con dos espadas a reunirse en un ángulo vertical. A lo largo de la frontera, la cresta se lee el nombre del club y el año de fundación. Por encima de las dos espadas de reuniones es una pelota de fútbol.
A lo largo de la existencia clubes, los colores han sido verde, rojo y toques de blanco para reflejar en los colores de la actual Surinam.

## Estadio

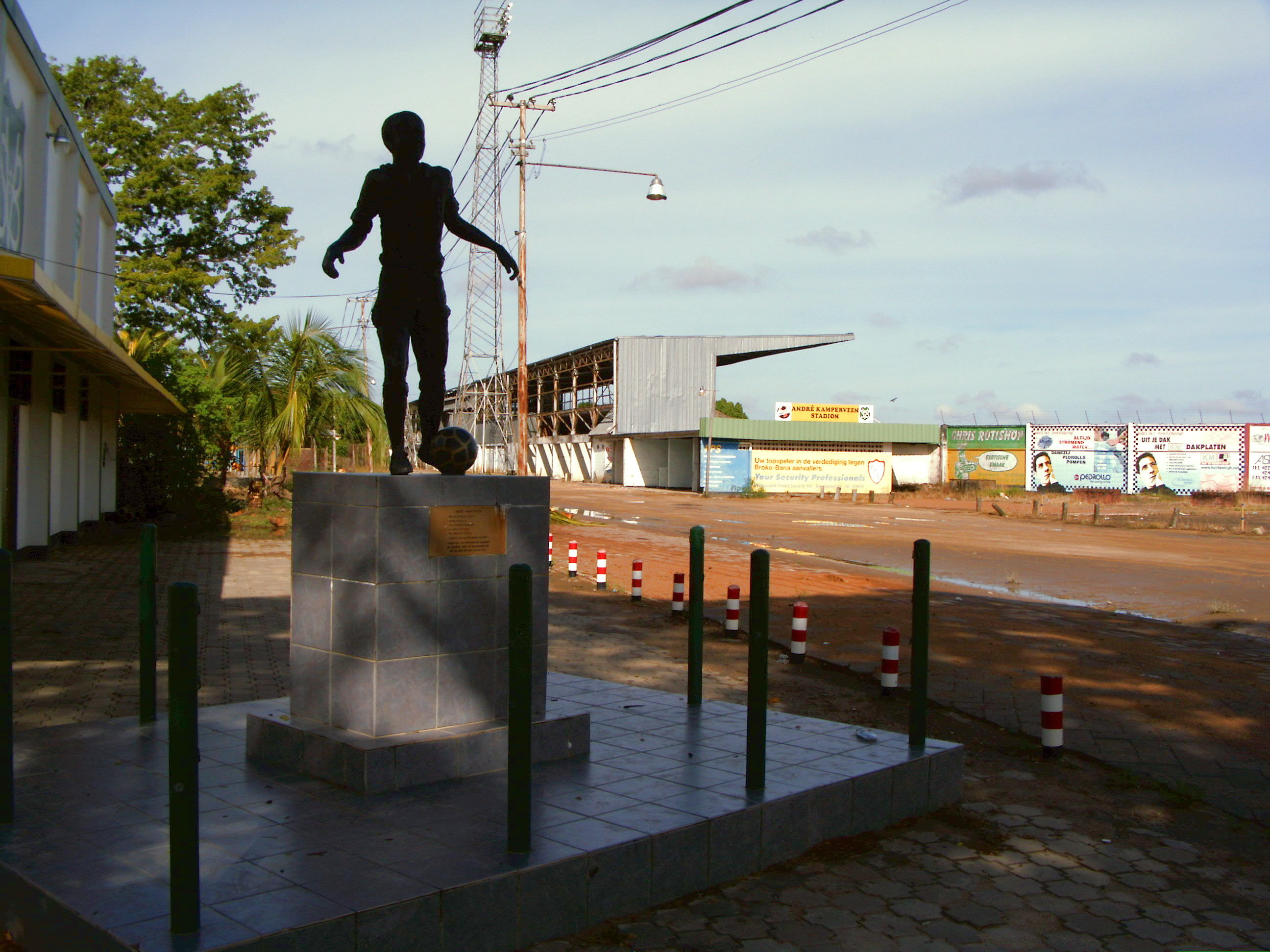
André Kamperveen Stadion

Durante el tiempo que el estadio ha existido, El SV Robinhood ha jugado sus partidos en casa con 6000 plazas André Kamperveen Stadion. Compartido con rivales Transvaal y Walking Bout Company, Kamperveen Stadion es uno de los pocos campos de césped en Surinam. Antes de la construcción de Kamperveen Stadion, se desconoce dónde el club jugó, aunque algunos informes indican que era en Paramaribo.

## Uniforme
| 1973 |

## Rivalidades
El club mantiene una rivalidad con el club S.V. Transvaal con el que disptuan el Derbi de Surinam, ambos son los dos clubes más ganadores de Surinam y de Paramaribo además el Robinhood eliminó al Transvaal en la edición de la Copa de Campeones de la Concacaf 1980 mientras que el Transvaal hizo lo propio en las ediciones 1986 y 1990

## Palmarés

### Torneos Nacionales (41)
- Liga Surinamense (27): 1953, 1954, 1955, 1956, 1959, 1964, 1971, 1975, 1976, 1979, 1980, 1981, 1983, 1984, 1985, 1986, 1987, 1988, 1989, 1993-94, 1994-95, 2004-05, 2011-12, 2017-18, 2022, 2023, 2024.  (Récord)
- Copa de Surinam (7): 1997, 1999, 2001, 2006, 2007, 2016, 2018, 2024. (Récord)
- Supercopa de Surinam (7): 1994, 1995, 1996, 1999, 2001, 2016, 2018. (Récord)

### Torneos internacionales (3)
- Copa Caribeña de Clubes Concacaf (1): 2023.
- Subcampeón de la Liga de Campeones de la Concacaf (5): 1972, 1976, 1977, 1982, 1983. (Récord)
- Subcampeón del Campeonato de Clubes de la CFU (1): 2005.
- Concacaf Caribbean Club Shield (2): 2019, 2023.

## Resultados en competiciones de la Concacaf
- Copa de Campeones de la Concacaf: 14 apariciones

- Copa de Campeones de la Concacaf 1972 - Subcampeón - derrotado por  Olimpia 1-0 en el resultado global.
- Copa de Campeones de la Concacaf 1974 - Primera Ronda - (Región Caribe), derrotado por  Jong Colombia 3-2 en el resultado global.
- Copa de Campeones de la Concacaf 1976 - Subcampeón - derrotado por  Águila 5-1 en el resultado global.
- Copa de Campeones de la Concacaf 1977 - Subcampeón - derrotado por  América 2-1 en el resultado global.
- Copa de Campeones de la Concacaf 1979 - Cuarta Ronda - (Región Caribe), derrotado por  CRKSV Jong Colombia 1-0 en el resultado global.
- Copa de Campeones de la Concacaf 1980 - Ronda Final - (Triangular Final), derrotado por  Pumas UNAM 3-0 y empate 1-1 con  Universidad NAH.
- Copa de Campeones de la Concacaf 1983 - Subcampeón - derrotado por  Club de Fútbol Atlante 5-1 en el resultado global.
- Copa de Campeones de la Concacaf 1986 - Tercera Ronda - (Región Caribe), derrotado por  Transvaal 3-2 en el resultado global.
- Copa de Campeones de la Concacaf 1988 - Primera Ronda - (Región Caribe), resultados desconocidos.
- Copa de Campeones de la Concacaf 1990 - Primera Ronda - (Región Caribe), derrotado por  Transvaal 2-1 en el resultado global.
- Copa de Campeones de la Concacaf 1992 - Semifinal, derrotado por  Club América 7-0 en el resultado global.
- Copa de Campeones de la Concacaf 1993 - Ronda Final, 4º lugar (Fase De Grupos), Organizada por  Municipal en Guatemala.
- Copa de Campeones de la Concacaf 1994 - Primera Ronda - (Región Caribe), derrotado por  Leo Victor 4-3 en el resultado global.
- Copa de Campeones de la Concacaf 2024 - Octavos de final, derrotado por  Herediano 3-1 en el resultado global.

- Campeonato de Clubes de la CFU: 1 aparición
- Campeonato de Clubes de la CFU 2005 - Subcampeón, Derrotado Por  Portmore United 5-2 en el resultado global.

- CFU Club Shield: 3 apariciones
- CONCACAF Caribbean Club Shield 2019 - Campeón, Victoria ante  Franciscain con un resultado de 1-0.
- CONCACAF Caribbean Club Shield 2023 - Campeón, Victoria ante  Golden Lion FC con un resultado de 5-1.
- CFU Club Shield 2024 - Cuartos de final, Derrotado por  Grenades FC con un resultado de 2-1.

- Copa Caribeña de Clubes Concacaf: 1 aparicion
- Copa Caribeña de la Concacaf 2023 - Campeón, Victoria ante  Cavalier SC 3-0 en el resultado global.